# Thomas Wolf (calciatore)
Thomas Wolf (28 gennaio 1963) è un ex calciatore lussemburghese, di ruolo difensore.

## Carriera

### Club
Ha giocato nella massima serie lussemburghese con il Grevenmacher.

### Nazionale
Con la Nazionale lussemburghese ha giocato 19 partite dal 1991 al 1995.